# Microbiota

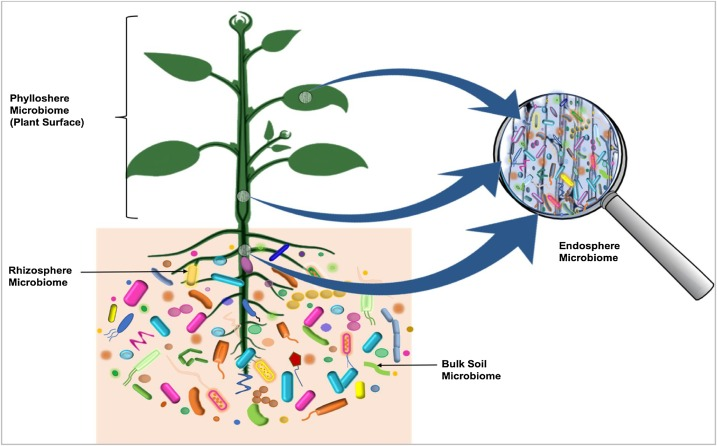
Diversas comunidades microbianas de microbiota característica forman parte de los microbiomas vegetales y se encuentran en las superficies exteriores y en los tejidos internos de la planta huésped, así como en el suelo circundante.

La microbiota es la gama de microorganismos que pueden ser comensales, simbióticos o patógenos que se encuentran en y sobre todos los organismos multicelulares, incluidas las plantas. La microbiota incluye bacterias, arqueas, protistas, hongos y virus, y se ha descubierto que son cruciales para la homeostasis inmunológica, hormonal y metabólica de su huésped.
El término microbioma describe los genomas colectivos de los microbios que residen en un nicho ecológico o dentro de los mismos microbios.
El microbioma y el huésped surgieron durante la evolución como una unidad sinérgica a partir de la epigenética y las características genéticas, a veces denominadas colectivamente holobionte. La presencia de microbiota en intestinos humanos y de otros metazoos ha sido fundamental para comprender la coevolución entre metazoos y bacterias. La microbiota juega un papel clave en las respuestas inmunitarias y metabólicas intestinales a través de su producto de fermentación (ácido graso de cadena corta), el acetato.

## Introducción

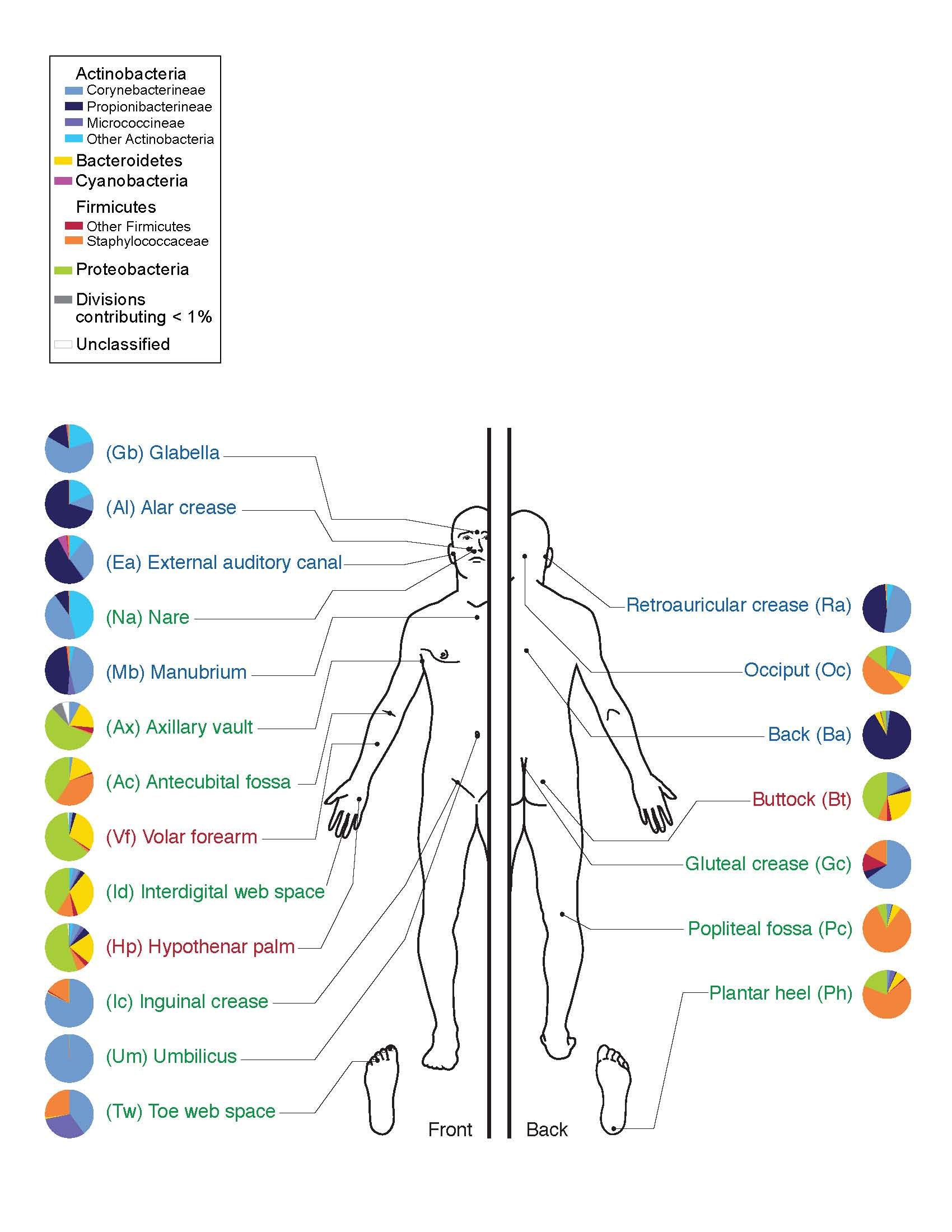
Las especies predominantes de bacterias en la piel humana

Todas las plantas y animales, desde formas de vida simples hasta humanos, viven en estrecha asociación con organismos microbianos. Varios avances han impulsado la percepción de los microbiomas, entre ellos:
- La capacidad de realizar análisis genómicos y de expresión génica de células individuales y de comunidades microbianas completas en las disciplinas de metagenómica y metatranscriptómica
- Bases de datos accesibles para investigadores de múltiples disciplinas
- Métodos de análisis matemático adecuados para conjuntos de datos complejos

Los biólogos han llegado a apreciar que los microbios constituyen una parte importante del fenotipo de un organismo, mucho más allá del estudio de caso simbiótico ocasional.

### Tipos de relaciones microbio-huésped
El comensalismo, un concepto desarrollado por Pierre-Joseph van Beneden (1809–1894), un profesor belga de la Universidad de Lovaina durante el siglo XIX es fundamental para el microbioma, donde la microbiota coloniza un huésped en una coexistencia no dañina. La relación con su huésped se denomina mutualista cuando los organismos realizan tareas que se sabe que son útiles para el huésped, parásito, cuando es desventajoso para el huésped. Otros autores definen una situación como mutualista donde ambos se benefician y comensal, donde el huésped no afectado beneficia al simbionte. Un intercambio de nutrientes puede ser bidireccional o unidireccional, puede depender del contexto y puede ocurrir de diversas maneras. La microbiota que se espera que esté presente y que, en circunstancias normales, no causa enfermedad, se considera flora normal o microbiota normal ; la flora normal no solo puede ser inofensiva, sino que también puede proteger al huésped.

### Adquisición y cambio
La adquisición inicial de la microbiota en los animales, desde los mamíferos hasta las esponjas marinas, se produce al nacer, e incluso puede ocurrir a través de la línea de células germinales. En las plantas, el proceso de colonización puede iniciarse bajo tierra en la zona de la raíz, alrededor de la semilla en germinación, la espermósfera, u originarse en las partes de la superficie, la filosfera y la zona de la flor o antósfera. La estabilidad de la microbiota de la rizosfera a lo largo de las generaciones depende del tipo de planta, pero aún más de la composición del suelo, es decir, del entorno vivo y no vivo. Clínicamente, se puede adquirir nueva microbiota a través del trasplante de microbiota fecal para tratar infecciones como la infección crónica por C. difficile.

## Microbiota por huésped

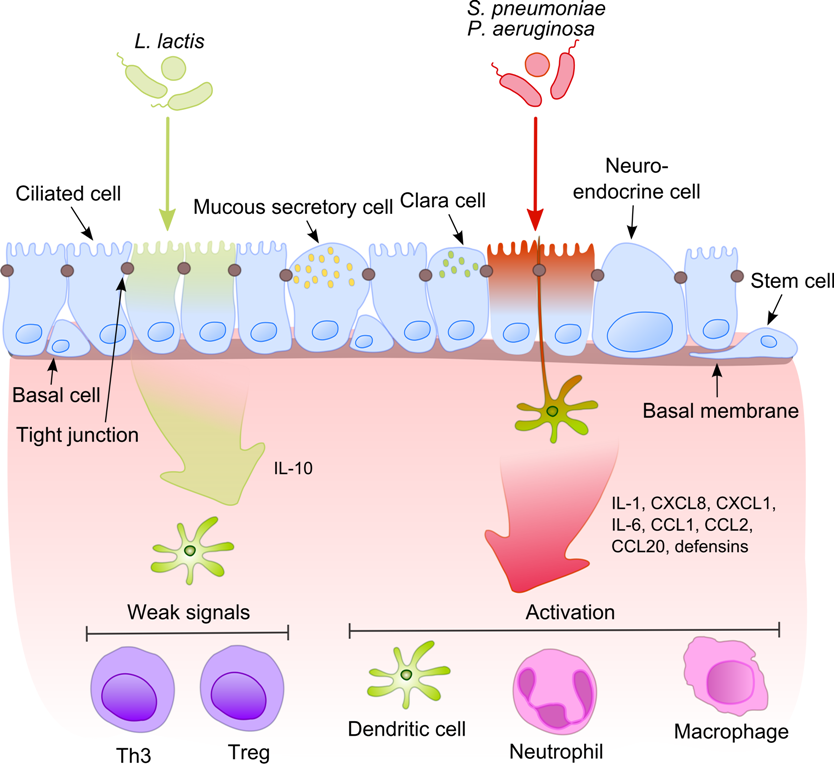
Microbiota patógena que causa inflamación en el pulmón

### Humanos
La microbiota humana incluye bacterias, hongos, arqueas y virus. Se excluyen los microanimales que viven en el cuerpo humano. El microbioma humano se refiere a sus genomas colectivos.
Los seres humanos están colonizados por muchos microorganismos; la estimación tradicional era que los humanos viven con diez veces más células no humanas que células humanas; estimaciones más recientes han reducido esto a 3:1 e incluso a aproximadamente 1:1.
De hecho, estos son tan pequeños que hay alrededor de 100 billones de microbiota en el cuerpo humano.
El Proyecto Microbioma Humano secuenció el genoma de la microbiota humana, centrándose particularmente en la microbiota que normalmente habita en la piel, la boca, la nariz, el tracto digestivo y la vagina. Alcanzó un hito en 2012 cuando publicó los resultados iniciales.

### Animales
- Los anfibios tienen microbiota en la piel.[27] Algunas especies son capaces de portar un hongo llamado Batrachochytrium dendrobatidis, que en otras puede causar una infección mortal llamada Quitridiomicosis dependiendo de su microbioma, resistiendo la colonización de patógenos o inhibiendo su crecimiento con péptidos cutáneos antimicrobianos.[28]
- En los mamíferos, los herbívoros dependen de su microbioma ruminal para convertir la celulosa en proteínas, ácidos grasos de cadena corta y gases. Los métodos de cultivo no pueden proporcionar información sobre todos los microorganismos presentes. Los estudios metagenómicos comparativos demostraron que poseen estructuras comunitarias, fenotipo predicho y potenciales metabólicos marcadamente diferentes,[29] a pesar de que fueron alimentados con dietas idénticas, fueron alojados juntos y aparentemente fueron funcionalmente idénticos en su utilización de recursos de la pared celular vegetal.
- Los ratones se han convertido en los mamíferos más estudiados en cuanto a sus microbiomas. La microbiota intestinal se ha estudiado en relación con la enfermedad alérgica de las vías respiratorias, la obesidad, las enfermedades gastrointestinales y la diabetes. El cambio perinatal de la microbiota a través de dosis bajas de antibióticos puede tener efectos duraderos sobre la susceptibilidad futura a la enfermedad alérgica de las vías respiratorias. La frecuencia de ciertos subconjuntos de microbios se ha relacionado con la gravedad de la enfermedad. La presencia de microbios específicos al principio de la vida posnatal instruye futuras respuestas inmunitarias.[30][31] En ratones gnotobióticos, se descubrió que ciertas bacterias intestinales transmitían un fenotipo particular a los ratones receptores libres de gérmenes, lo que promovía la acumulación de células T reguladoras del colon y cepas que modulaban la adiposidad del ratón y las concentraciones de metabolitos cecales.[32] Este enfoque combinatorio permite una comprensión a nivel de sistemas de las contribuciones microbianas a la biología humana.[33] Pero también se han estudiado otros tejidos mucoides como el pulmón y la vagina en relación con enfermedades como el asma, la alergia y la vaginosis.[34]
- Los insectos tienen sus propios microbiomas. Por ejemplo, las hormigas cortadoras de hojas forman enormes colonias subterráneas que cosechan cientos de kilogramos de hojas cada año y no pueden digerir la celulosa de las hojas directamente. Mantienen jardines de hongos como principal fuente de alimento de la colonia. Si bien el hongo en sí no digiere la celulosa, sí lo hace una comunidad microbiana que contiene una diversidad de bacterias. El análisis del genoma de la población microbiana reveló muchos genes que intervienen en la digestión de la celulosa. El perfil enzimático de degradación de carbohidratos predicho de este microbioma es similar al del rumen bovino, pero la composición de especies es casi completamente diferente.[35] La microbiota intestinal de la mosca de la fruta puede afectar la apariencia de su intestino, al afectar la tasa de renovación epitelial, el espacio celular y la composición de diferentes tipos de células en el epitelio.[36] Cuando la polilla Spodoptera exigua se infecta con baculovirus, los genes relacionados con el sistema inmunológico se regulan a la baja y la cantidad de su microbiota intestinal aumenta.[37] En el intestino de los dípteros, las células enteroendocrinas detectan los metabolitos derivados de la microbiota intestinal y coordinan las ramas antibacteriana, mecánica y metabólica de la respuesta inmunitaria innata del intestino del huésped a la microbiota comensal.[38]Los escarabajos de la corteza también se ven beneficiados de los aportes que realiza su microbiota en relación con la nutrición y defensa [39][40][41]
- Los peces tienen sus propios microbiomas, incluida la especie de vida corta Nothobranchius furzeri (killis turquesa). La transferencia de la microbiota intestinal de los killis jóvenes a los killis de mediana edad prolonga significativamente la vida útil de los killis de mediana edad.[42]

### Plantas

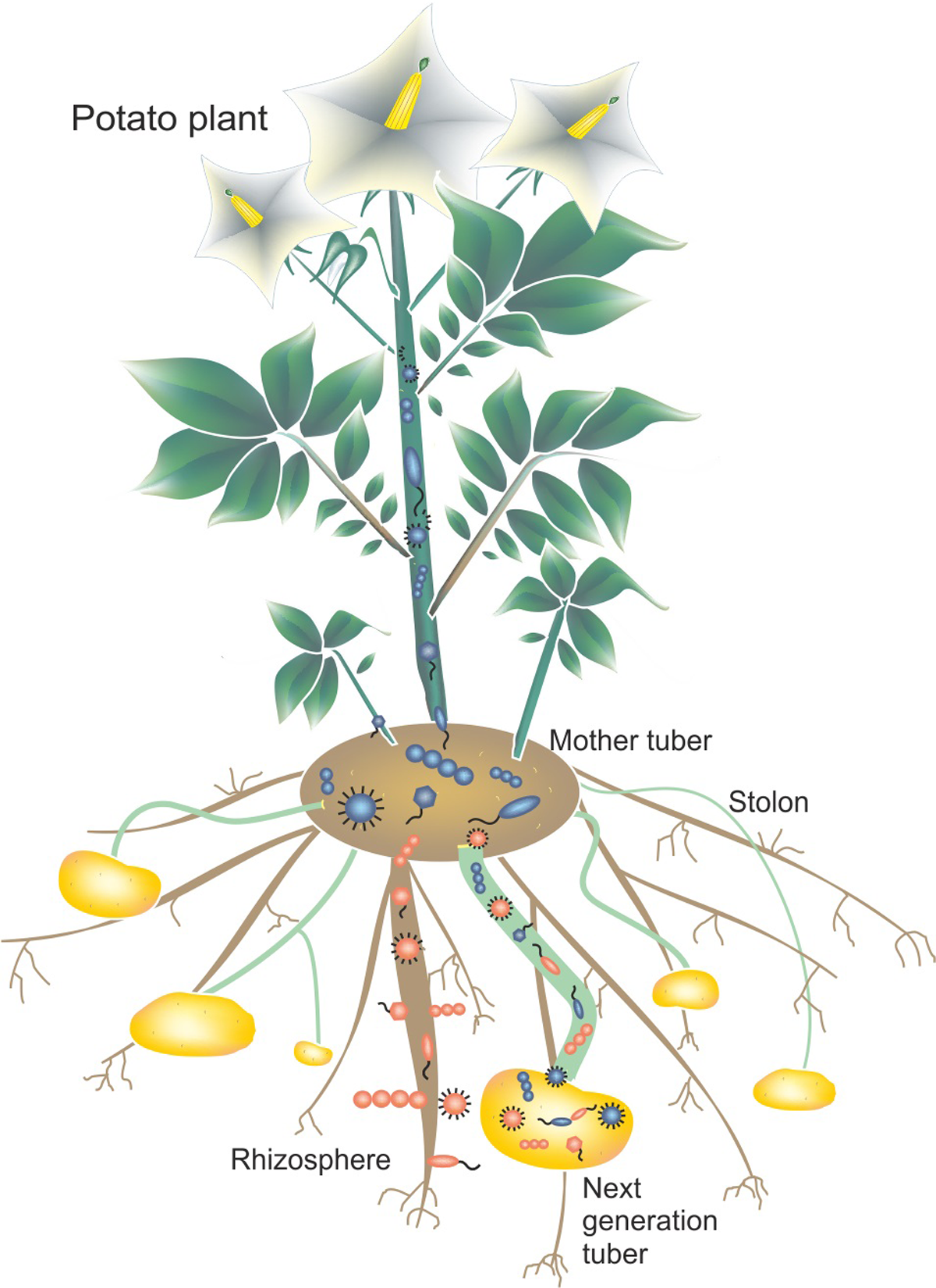

Las plantas pueden adquirir su microbiota del entorno (ej.: aire, suelo, agua, etc), aunque una parte de este microbioma se origina a partir de la semilla. Los microorganismos que se transmiten a través de la semilla migran a la plántula en desarrollo en una ruta específica en la que una comunidad se mueve hacia las hojas y otra hacia las raíces. En el diagrama de la derecha, la microbiota que coloniza la rizosfera, ingresa a las raíces y coloniza la próxima generación de tubérculos a través de los estolones, se visualiza con un color rojo. Las bacterias presentes en el tubérculo madre, que pasan a través de los estolones y migran a la planta, así como a la próxima generación de tubérculos, se muestran en azul. 
- El suelo es el principal reservorio de bacterias que colonizan los tubérculos de papa.
- Las bacterias se reclutan del suelo más o menos independientemente de la variedad de patata.
- Las bacterias pueden colonizar los tubérculos predominantemente desde el interior de las plantas a través del estolón.
- La microbiota bacteriana de los tubérculos de patata consiste en bacterias transmitidas de una generación de tubérculos a la siguiente y bacterias reclutadas del suelo que colonizan las plantas de patata a través de la raíz.

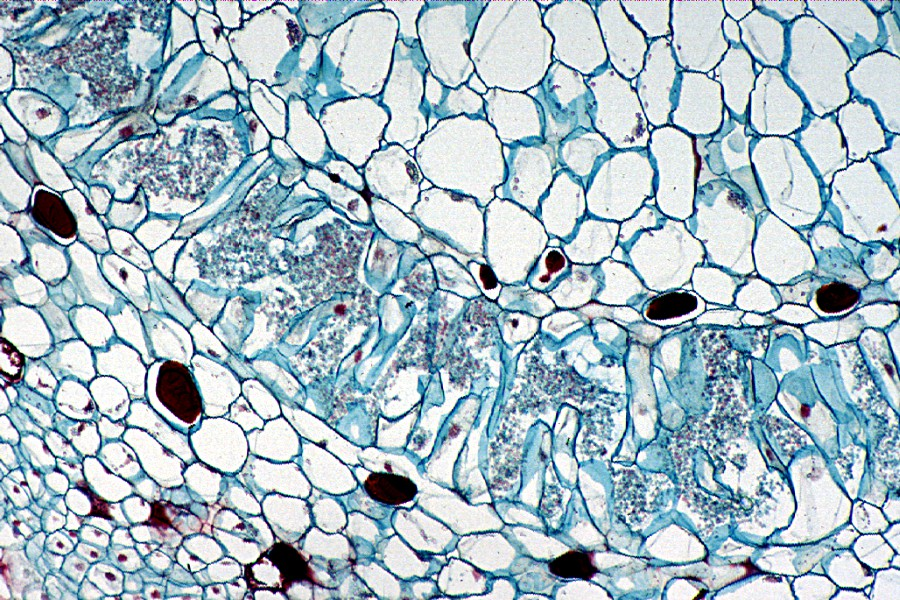
Micrografía de luz de una sección transversal de una raíz coraloide de una cícada, que muestra la capa que alberga cianobacterias simbióticas

Las plantas son anfitriones atractivos para los microorganismos ya que proporcionan una variedad de nutrientes. Los microorganismos en las plantas pueden ser epífitos (que se encuentran en las plantas) o endófitos (que se encuentran dentro del tejido vegetal).Las comunidades microbianas de las plantas pueden ser moldeadas por las condiciones climáticas o el ambiente, aunque por lo general existe una tendencia para cada especie vegetal; es decir, por lo general existen patrones comunes en la composición de las comunidades microbianas de distintas plantas pertenecientes al mismo taxón.
Los oomicetos y los hongos, a través de la evolución convergente, han desarrollado una morfología similar y ocupan nichos ecológicos similares. Desarrollan hifas, estructuras parecidas a hilos que penetran en la célula huésped. En situaciones mutualistas, la planta a menudo intercambia azúcares de hexosa por fosfato inorgánico del simbionte fúngico. Se especula que asociaciones tan antiguas ayudaron a las plantas cuando colonizaron la tierra por primera vez. Las bacterias promotoras del crecimiento vegetal (PGPB) brindan a la planta servicios esenciales como la fijación de nitrógeno, la solubilización de minerales como el fósforo, la síntesis de hormonas vegetales, la mejora directa de la absorción de minerales y la protección contra patógenos. Los PGPB pueden proteger a las plantas de los patógenos compitiendo con el patógeno por un nicho ecológico o un sustrato, produciendo aleloquímicos inhibidores o induciendo una resistencia sistémica en las plantas huésped al patógeno

## Investigación
La relación simbiótica entre un huésped y su microbiota está bajo investigación de laboratorio para determinar cómo puede dar forma al sistema inmunológico de los mamíferos. En muchos animales, el sistema inmunitario y la microbiota pueden participar en una "conversación cruzada" mediante el intercambio de señales químicas, lo que puede permitir que la microbiota influya en la reactividad y la orientación inmunitarias. Las bacterias se pueden transferir de madre a hijo a través del contacto directo y después del nacimiento. A medida que se establece el microbioma infantil, las bacterias comensales pueblan rápidamente el intestino, lo que provoca una variedad de respuestas inmunitarias y "programa" el sistema inmunitario con efectos duraderos. Las bacterias pueden estimular el tejido linfoide asociado con la mucosa intestinal, lo que permite que el tejido produzca anticuerpos contra los patógenos que pueden ingresar al intestino.
El microbioma humano puede desempeñar un papel en la activación de los receptores tipo toll en los intestinos, un tipo de receptor de reconocimiento de patrones que las células huésped utilizan para reconocer peligros y reparar daños. Los patógenos pueden influir en esta coexistencia, lo que conduce a una desregulación inmunitaria, incluida la susceptibilidad a enfermedades, mecanismos de inflamación, tolerancia inmunitaria y enfermedades autoinmunes.

## Coevolución de la microbiota

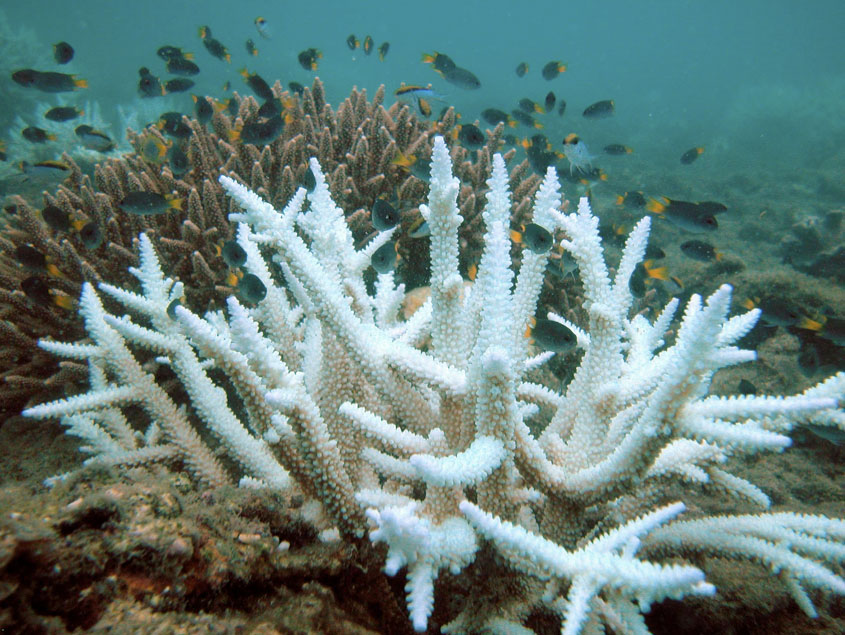
Coral ramificado blanqueado (primer plano) y coral ramificado normal (fondo). Islas Keppel, Gran Barrera de Coral.

Los organismos evolucionan dentro de los ecosistemas de modo que el cambio de un organismo afecta el cambio de los demás. La teoría de la evolución del hologenoma propone que un objeto de la selección natural no es el organismo individual, sino el organismo junto con sus organismos asociados, incluidas sus comunidades microbianas.
Arrecifes de coral. La teoría del hologenoma se originó en estudios sobre arrecifes de coral. Los arrecifes de coral son las estructuras más grandes creadas por organismos vivos y contienen comunidades microbianas abundantes y altamente complejas. Durante las últimas décadas, se han producido importantes disminuciones en las poblaciones de coral. El cambio climático, la contaminación del agua y la pesca excesiva son tres factores de estrés que se han descrito como causantes de la susceptibilidad a las enfermedades. Se han descrito más de veinte enfermedades coralinas diferentes, pero de estas, solo unas pocas han tenido sus agentes causales aislados y caracterizados. El blanqueamiento de corales es la más grave de estas enfermedades. En el mar Mediterráneo, el blanqueamiento de Oculina patagonica se describió por primera vez en 1994 y pronto se determinó que se debía a una infección por Vibrio shiloi. De 1994 a 2002, el blanqueamiento bacteriano de O. patagonica ocurrió cada verano en el Mediterráneo oriental. Sorprendentemente, sin embargo, después de 2003, O. patagonica en el Mediterráneo oriental ha sido resistente a la infección por V. shiloi, aunque otras enfermedades todavía causan blanqueamiento. La sorpresa proviene del conocimiento de que los corales son longevos, con vidas del orden de décadas, y no tienen sistemas inmunológicos adaptativos. Su sistema inmunitario innato no produce anticuerpos, y aparentemente no deberían ser capaces de responder a nuevos desafíos, excepto en escalas de tiempo evolutivas.
El enigma de cómo los corales lograron adquirir resistencia a un patógeno específico llevó a una propuesta de 2007, que existe una relación dinámica entre los corales y sus comunidades microbianas simbióticas. Se cree que al alterar su composición, el holobionte puede adaptarse a las condiciones ambientales cambiantes mucho más rápidamente que solo mediante la mutación y la selección genéticas. La extrapolación de esta hipótesis a otros organismos, incluidas plantas y animales superiores, condujo a la propuesta de la teoría de la evolución del hologenoma.
A 2007 todavía se estaba debatiendo la teoría del hologenoma. Una de las principales críticas ha sido la afirmación de que V. shiloi se identificó erróneamente como el agente causante del blanqueamiento de corales y que su presencia en O. patagonica blanqueada era simplemente una colonización oportunista. Si esto es cierto, la observación básica que conduce a la teoría no sería válida. La teoría ha ganado una popularidad significativa como una forma de explicar los cambios rápidos en la adaptación que de otro modo no pueden explicarse mediante los mecanismos tradicionales de selección natural. Dentro de la teoría del hologenoma, el holobionte no sólo se ha convertido en la unidad principal de la selección natural sino también en el resultado de otro paso de integración que también se observa a nivel celular (simbiogénesis, endosimbiosis) y genómico.

## Métodos de búsqueda

### Secuenciación de amplicones dirigidos
```
La secuenciación de 
amplicones
 dirigidos se basa en tener algunas expectativas sobre la composición de la comunidad que se está estudiando. En la secuenciación del amplicón diana, se apunta a un marcador filogenéticamente informativo para la secuenciación. Tal marcador debería estar presente idealmente en todos los organismos esperados. También debería evolucionar de tal manera que se conserve lo suficiente como para que los cebadores puedan apuntar a genes de una amplia gama de organismos mientras evoluciona lo suficientemente rápido como para permitir una resolución más fina a nivel taxonómico. Un marcador común para los estudios del microbioma humano es el gen del 
ARNr 16S
 bacteriano ( 
es decir
, "ADNr 16S", la secuencia de ADN que codifica la molécula de ARN ribosómico).
[
61
]
 Dado que los ribosomas están presentes en todos los organismos vivos, el uso de 16S rDNA permite amplificar el ADN de muchos más organismos que si se usara otro marcador. El gen 16S rRNA contiene regiones de evolución lenta y 9 regiones de evolución rápida, también conocidas como 
regiones hipervariables
 (HVR);
[
62
]
 el primero se puede utilizar para diseñar cebadores amplios, mientras que el último permite una distinción taxonómica más precisa. Sin embargo, la resolución a nivel de especie no suele ser posible con el ADNr 16S. La selección de cebadores es un paso importante, ya que cualquier cosa que no pueda ser objetivo del cebador no se amplificará y, por lo tanto, no se detectará; además, se pueden seleccionar diferentes conjuntos de cebadores para amplificar diferentes HVR en el gen, o pares de ellos. La elección adecuada de qué HVR amplificar debe hacerse de acuerdo con los grupos taxonómicos de interés, ya que se ha demostrado que las diferentes regiones objetivo influyen en la clasificación taxonómica.
[
63
]
```

Los estudios específicos de comunidades eucariotas y virales son limitados y están sujetos al desafío de excluir el ADN del huésped de la amplificación y la reducción de la biomasa eucariota y viral en el microbioma humano.
Después de secuenciar los amplicones, se utilizan métodos filogenéticos moleculares para inferir la composición de la comunidad microbiana. Esto se puede hacer a través de metodologías de agrupamiento, agrupando los amplicones en unidades taxonómicas operativas (OTU); o alternativamente con metodologías de eliminación de ruido, identificando variantes de secuencia de amplicón (ASV).
Luego se infieren las relaciones filogenéticas entre las secuencias. Debido a la complejidad de los datos, las medidas de distancia, como las distancias UniFrac, generalmente se definen entre muestras de microbioma, y los métodos multivariantes posteriores se llevan a cabo en las matrices de distancia. Un punto importante es que la escala de los datos es extensa y se deben adoptar enfoques adicionales para identificar patrones a partir de la información disponible. Las herramientas utilizadas para analizar los datos incluyen VAMPS, QIIME, mothur y DADA2 o UNOISE3 para la eliminación de ruido.

### Secuenciación metagenómica
La metagenómica también se usa ampliamente para estudiar comunidades microbianas. En la secuenciación metagenómica, el ADN se recupera directamente de muestras ambientales de manera no dirigida con el objetivo de obtener una muestra imparcial de todos los genes de todos los miembros de la comunidad. Estudios recientes utilizan secuenciación de escopeta Sanger o pirosecuenciación para recuperar las secuencias de las lecturas. Luego, las lecturas se pueden ensamblar en contigs. Para determinar la identidad filogenética de una secuencia, se compara con secuencias genómicas completas disponibles utilizando métodos como BLAST. Un inconveniente de este enfoque es que muchos miembros de las comunidades microbianas no tienen un genoma secuenciado representativo, pero esto también se aplica a la secuenciación de amplicón 16S rRNA y es un problema fundamental. Con la secuenciación de escopeta, se puede resolver teniendo una alta cobertura (50-100x) del genoma desconocido, haciendo efectivamente un ensamblaje del genoma de novo. Tan pronto como se dispone de un genoma completo de un organismo desconocido, se puede comparar filogenéticamente y colocar al organismo en su lugar en el árbol de la vida, creando nuevos taxones. Un enfoque emergente es combinar la secuenciación de escopeta con datos de ligadura de proximidad (Hi-C) para ensamblar genomas microbianos completos sin cultivo.
A pesar del hecho de que la metagenómica está limitada por la disponibilidad de secuencias de referencia, una ventaja significativa de la metagenómica sobre la secuenciación de amplicones dirigidos es que los datos metagenómicos pueden dilucidar el potencial funcional del ADN comunitario. Las encuestas de genes dirigidos no pueden hacer esto, ya que solo revelan la relación filogenética entre el mismo gen de diferentes organismos. El análisis funcional se realiza comparando las secuencias recuperadas con bases de datos de anotaciones metagenómicas como KEGG. Las vías metabólicas en las que participan estos genes se pueden predecir con herramientas como MG-RAST, CAMERA e IMG/M .

### Enfoques basados en ARN y proteínas
Se han realizado estudios de metatranscriptómica para estudiar la expresión génica de comunidades microbianas a través de métodos como la pirosecuenciación del ARN extraído. Los estudios basados en la estructura también han identificado ARN no codificantes (ncRNA), como las ribozimas de la microbiota. La metaproteómica es un enfoque que estudia las proteínas expresadas por la microbiota, dando una idea de su potencial funcional.

## Proyectos
El Proyecto Microbioma Humano lanzado en 2008 fue una iniciativa de los Institutos Nacionales de Salud de los Estados Unidos para identificar y caracterizar los microorganismos que se encuentran tanto en humanos sanos como enfermos. El proyecto de cinco años, mejor caracterizado como un estudio de factibilidad con un presupuesto de $115 millones, probaron cómo los cambios en el microbioma humano se asocian con la salud o la enfermedad humana.
El Earth Microbiome Project (EMP) es una iniciativa para recolectar muestras naturales y analizar la comunidad microbiana en todo el mundo. Los microbios son muy abundantes, diversos y tienen un papel importante en el sistema ecológico. Sin embargo, en 2010, se estimó que el esfuerzo de secuenciación del ADN ambiental global total había producido menos del 1 por ciento del ADN total encontrado en un litro de agua de mar o un gramo de suelo, y las interacciones específicas entre los microbios son en gran parte desconocidas. El EMP tiene como objetivo procesar hasta 200.000 muestras en diferentes biomas, generando una base de datos completa de microbios en la tierra para caracterizar entornos y ecosistemas por composición e interacción microbiana. Usando estos datos, se pueden proponer y probar nuevas teorías ecológicas y evolutivas.

## Microbiota intestinal y diabetes tipo 2
La microbiota intestinal es muy importante para la salud del huésped porque desempeña un papel en la degradación de los polisacáridos no digeribles (fermentación de almidón resistente, oligosacáridos, inulina) fortaleciendo la integridad intestinal o dando forma al epitelio intestinal, recolectando energía, protegiendo contra patógenos y regulando la inmunidad del huésped.
Varios estudios mostraron que la composición bacteriana intestinal en pacientes diabéticos se alteró con niveles elevados de Lactobacillus gasseri, Streptococcus mutans y miembros de Clostridiales, con disminución de bacterias productoras de butirato como Roseburia intestinalis y Faecalibacterium prausnitzii . Esta alteración se debe a muchos factores como el abuso de antibióticos, la dieta y la edad .
La disminución en la producción de butirato está asociada con un defecto en la permeabilidad intestinal, este defecto conduce al caso de la endotoxemia, que es el aumento del nivel de lipopolisacáridos circulantes de la pared de las células bacterianas gram negativas. Se encuentra que la endotoxemia tiene asociación con el desarrollo de resistencia a la insulina.
Además, la producción de butirato afecta el nivel de serotonina. El nivel elevado de serotonina contribuye a la obesidad, que se sabe que es un factor de riesgo para el desarrollo de diabetes.
La microbiota se puede trasplantar en el cuerpo humano con fines médicos.

## Desarrollo de la microbiota intestinal y antibióticos
La colonización de la microbiota intestinal humana puede comenzar antes del nacimiento. Existen múltiples factores en el entorno que afectan el desarrollo de la microbiota, siendo el modo de nacimiento uno de los más impactantes.
Otro factor que se ha observado que causa grandes cambios en la microbiota intestinal, particularmente en los niños, es el uso de antibióticos, asociado con problemas de salud como un IMC más alto, y un mayor riesgo de enfermedades metabólicas como obesidad. En lactantes se observó que la amoxicilina y los macrólidos provocan cambios significativos en la microbiota intestinal caracterizados por un cambio en las clases bacterianas Bifidobacteria, Enterobacteria y Clostridia. Un solo curso de antibióticos en adultos provoca cambios en la microbiota bacteriana y fúngica, con cambios aún más persistentes en las comunidades fúngicas. Las bacterias y los hongos viven juntos en el intestino y lo más probable es que exista una competencia por las fuentes de nutrientes presentes. Se encontró que las bacterias comensales en el intestino regulan el crecimiento y patogenicidad de Candida albicans por sus metabolitos, particularmente por propionato, ácido acético y 5-dodecenoato. El propionato y el ácido acético son ácidos grasos de cadena corta (AGCC) que se ha observado que son beneficiosos para la salud de la microbiota intestinal. Cuando los antibióticos afectan el crecimiento de bacterias en el intestino, puede haber un crecimiento excesivo de ciertos hongos, que pueden ser patógenos cuando no están regulados.

## Problemas de privacidad
El ADN microbiano que habita en el cuerpo humano de una persona puede identificar de manera única a la persona. La privacidad de una persona puede verse comprometida si la persona donó datos de ADN de microbios de forma anónima. Su condición médica e identidad podrían ser reveladas.